# Charmahīn
Charmahīn (persiska: چرمهین, Cher Mahīn) är en ort i Iran.   Den ligger i provinsen Esfahan, i den centrala delen av landet, 400 km söder om huvudstaden Teheran. Charmahīn ligger 1 834 meter över havet och antalet invånare är 12 292.
Terrängen runt Charmahīn är varierad. Runt Charmahīn är det ganska glesbefolkat, med 42 invånare per kvadratkilometer. Närmaste större samhälle är Zarrīn Shahr, 17,9 km öster om Charmahīn. Trakten runt Charmahīn består i huvudsak av gräsmarker.